# Vegard Stake Laengen
Vegard Stake Laengen (Fredrikstad, 7 de febrer de 1989) és un ciclista noruec, professional des del 2009 i actualment a l'equip UAE Team Emirates. En el seu palmarès destaca el Campionat nacional en ruta del 2018.

## Palmarès
- 2010
  - 1r al Giro del Friül-Venècia Júlia
- 2012
  - Vencedor d'una etapa al Tour de Beauce
- 2015
  - 1r al Tour d'Alsàcia i vencedor d'una etapa
  - Vencedor d'una etapa a la Ronda de l'Oise
- 2018
  -  Campió de Noruega en ruta

### Resultats al Giro d'Itàlia
- 2016. 83è de la classificació general
- 2018. 102è de la classificació general

### Resultats a la Volta a Espanya
- 2016. 81è de la classificació general
- 2018. 107è de la classificació general

### Resultats al Tour de França
- 2017. 127è de la classificació general
- 2019. 107è de la classificació general
- 2020. 82è de la classificació general
- 2021. 112è de la classificació general
- 2022. No surt (8a etapa)
- 2023. 102è de la classificació general